# William Norris
William Charles Norris (14 de julio de 1911 - 21 de agosto de 2006) fue el director ejecutivo fundador de Control Data Corporation, que llegó a ser una de las compañías de computadoras más grandes y respetadas del mundo. 
Fue famoso por enfrentarse a IBM y ganar, así como ser un activista social que utilizó la expansión de Control Data a finales de la década de 1960 para crear empleos y formar profesionales en ciudades poco favorecidas económicamente.

## Biografía

### Inicios
William nació en  Red Cloud, Nebraska, Estados Unidos el 14 de julio de 1911, fue educado en un pequeño colegio, en donde su materia favorita era física. Luego se casó con Jane Malley Norris, quien murió en el 2009, 3 años después que el.

### Trayectoria
Norris se incorporó al negocio de la computadora enseguida después de la Segunda Guerra Mundial, cuando su equipo de criptógrafos de la Marina de los Estados Unidos formó el Grupo de Investigación de Ingeniería (ERA, por su sigla en inglés) para construir computadoras científicas. ERA fue bastante exitosa, pero a comienzos de la década de 1950 la Armada hizo muchas pruebas con los fondos de la compañía por lo que debió ser vendida a la empresa Remington Rand, en la que funcionaron como una división separada por una época, pero durante la última fusión con Sperry Corporation que formó Sperry Rand, su división fue combinada con UNIVAC. Esto dio lugar a que la mayoría del trabajo de ERA se perdiera, por lo que varios empleados se fueron e instalaron Control Data, seleccionando unánimemente a Norris como presidente.  
Control Data comenzó vendiendo sistemas magnéticos de memoria de tambor a otros fabricantes de computadora, pero introdujeron su propio chasis, la CDC 1604, en 1958. Diseñado principalmente por Seymour Cray, la compañía pronto siguió con una serie de máquinas cada vez de mayor alcance. En 1965 introdujeron la CDC 6600, el primer superordenador, y la CDC se ubicó repentinamente en una posición de liderazgo con una máquina diez veces más rápida que cualquier cosa del mercado. 
Esto representaba una amenaza significativa al negocio de IBM por lo que comenzaron rápidamente un proyecto que imitaba el funcionamiento de la CDC. Mientras tanto, anunciaron una máquina avanzada del sistema 360 que debía ser más rápida que la 6600. Sin embargo cuando la máquina todavía no existía, Norris lanzó un pleito masivo contra ellas en 1968. IBM no podía acabar su "asesina de 6600", y la CDC ganó el pleito, siendo indemnizada con 600 millones de dólares en daños. 
En 1967, Norris asistió a un seminario para presidentes donde Whitney, el jefe de la Liga Nacional Urbana, habló sobre las injusticias sociales y económicas en las vidas de los jóvenes afroamericanos. Este discurso, con un verano de violencia en la ciudad natal de Norris de Minneapolis, lo molestó enormemente. Se dedicó a mover fábricas a las ciudades interiores, proporcionando ingresos estables y educación "de alta tecnología" a miles de personas que no tendrían esta posibilidad en tan poco tiempo. 
Otro proyecto de CDC que Norris defendió era PLATO, un sistema de instrucción y enseñanza en línea desarrollado en la Universidad de Illinois en Urbana-Champaign. La universidad desarrolló la mayor parte del sistema sobre una CDC-1604. En 1974 alcanzaron un acuerdo con CDC para permitirles vender PLATO a cambio de máquinas gratis para controlarlo. PLATO fue liberado en 1975, pero fue casi inútil debido a sus altos gastos y el mantenimiento complejo. Al final, PLATO tuvo algún uso como  instrumento de entrenamiento empleado en grandes empresas, pero nunca alcanzó un éxito en el mercado de educación original.
Norris continuamente compraba empresas nuevas para unir a CDC y finalmente volvió al mercado periférico en la década de 1970, lo que resultó ser un movimiento sabio. También durante esos años Cray formó su propia empresa y rápidamente condujo a CDC a la posición de liderazgo en el mercado de superordenador. Esto dejó a CDC en el segundo lugar del mercado de pequeñas máquinas. CDC intentó recuperar su equilibrio en el mercado de superordenadores mediante ETA Systems. Sin embargo, este esfuerzo falló y CDC desistió del mercado completamente. 
En la década de 1980, CDC funcionó principalmente como fabricante de discos duros, y sus series de unidades de disco SCSI eran en particular exitosas. Pero el resto de la empresa colapsó, y el consejo comenzó a exigirle a Norris un "paso al costado". Los accionistas no estuvieron de acuerdo con las últimas ideas de Norris, y éste posteriormente se jubiló en enero de 1986.

### Muerte
Norris murió el 21 de agosto de 2006, a los 95 años, en una clínica de reposo en Bloomington después de una larga batalla contra el Parkinson.